# Anelosimus nelsoni
Espèce
Anelosimus nelsoni est une espèce d'araignées aranéomorphes de la famille des Theridiidae.

## Distribution
Cette espèce est endémique d'Afrique du Sud.

## Description
Le mâle holotype mesure 2,08 mm et la femelle paratype 2,60 mm.

## Étymologie
Cette espèce est nommée en l'honneur de Nelson Mandela.

## Taxinomie
Le nom de cette espèce est préoccupé par Anelosimus nelsoni Bryant, 1945 un synonyme de Nesticodes rufipes.

## Publication originale
- Agnarsson & Zhang, 2006 : New species of Anelosimus (Araneae: Theridiidae) from Africa and southeast Asia, with notes on sociality and color polymorphism. Zootaxa, no 1147, p. 1-34 (texte intégral).